# 昆巴區

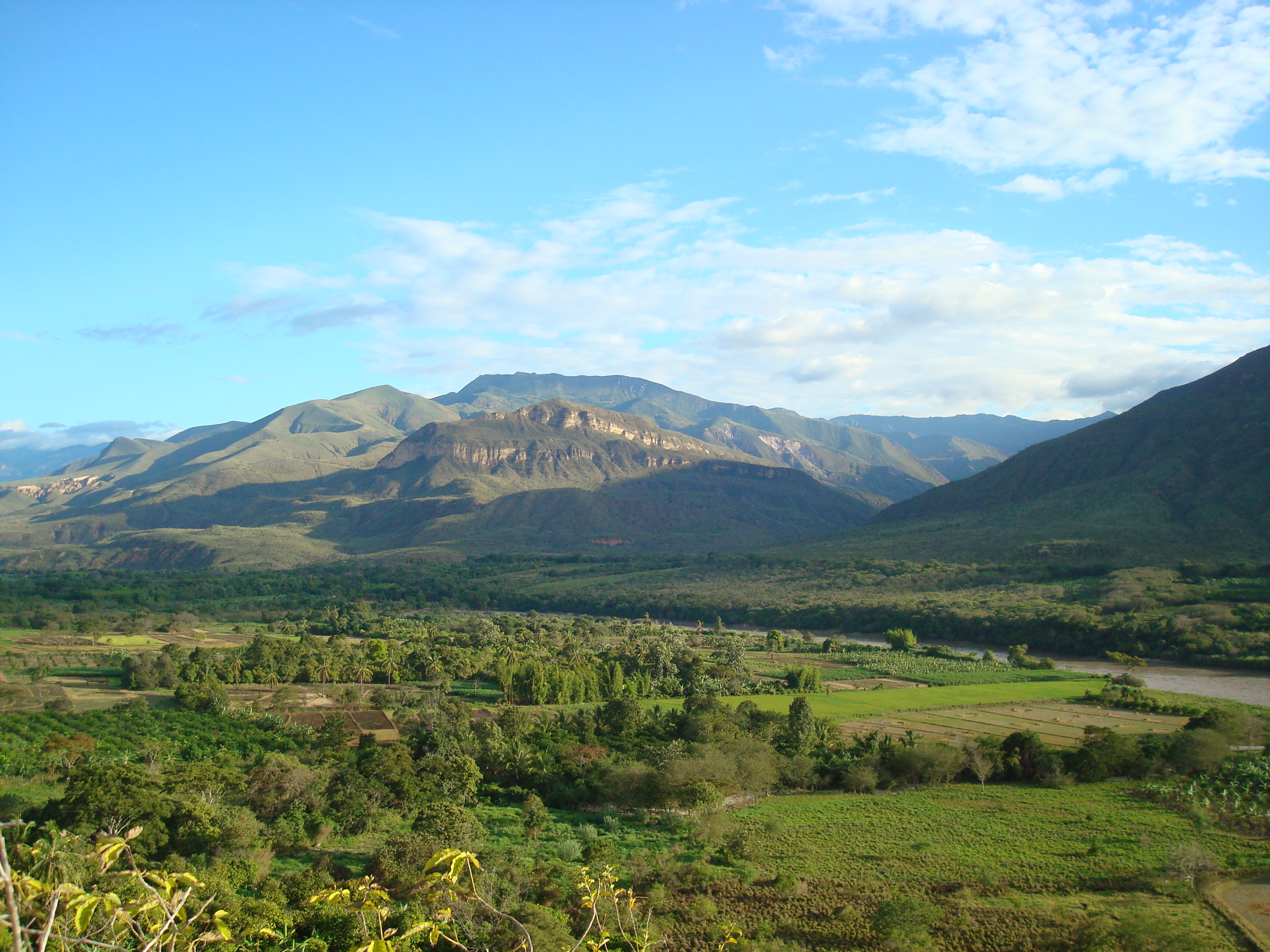

5°55′52″S 78°39′47″W / 5.93111°S 78.66306°W
昆巴區（西班牙語：Distrito de Cumba），是秘魯的一個區，位於該國北部亞馬遜大區的烏特庫班巴省，始建於1944年11月14日，面積292.7平方公里，海拔高度485米，2005年人口9,794，人口密度每平方公里33人。